# Richard James Cushing
Richard James Cushing (* 24 de Agosto de 1895 em Boston; † 2 de Novembro de 1970, Boston) era Arcebispo de Boston.

## Vida
Ele serviu como arcebispo de Boston de 1944 a 1970 e foi feito cardeal em 1958. O principal papel de Cushing foi como arrecadador de fundos e construtor de novas igrejas, escolas e instituições. Ao contrário de seu antecessor, ele estava em boas relações com praticamente toda a elite de Boston, pois suavizou o tradicional confronto entre os irlandeses católicos e a classe alta protestante. Ele construiu relacionamentos úteis com judeus, protestantes e instituições fora da comunidade católica habitual. Ele ajudou o candidato presidencial John F. Kennedy desviar os temores de interferência papal no governo americano se um católico se tornasse presidente.
O alto nível de energia de Cushing permitiu que ele se encontrasse com muitas pessoas durante todo o dia, muitas vezes dando longos discursos à noite. Ele não era eficiente nos negócios e, quando as despesas se acumulavam, ele contava com suas habilidades de angariação de fundos em vez de cortar custos. Cushing, diz Nasaw, era "divertido, informal e extrovertido. Parecia um policial irlandês durão e bonito e se comportava mais como um político de ala do que como um alto clérigo da igreja".  Sua maior fraqueza em retrospecto foi a superexpansão, adicionando novas instituições que não poderiam ser sustentadas a longo prazo e tiveram que ser cortadas por seus sucessores.

### Concílio Vaticano II
No Concílio Vaticano II (1962-1965), Cushing desempenhou um papel vital na redação do Nostra aetate, o documento que oficialmente absolveu os judeus da acusação de deicídio.

## Trabalhos
Esta é uma lista incompleta dos vários escritos de Richard Cardinal Cushing:

### Escritos
- Answering the Call, 1942
- Soldiers of the Cross, 1942
- Native Clergy are the Pillars of the Church, 1943
- The Missions in War and Peace, 1944
- Grey Nuns: An Appeal for Vocations, 1944
- The Battle Against Self, 1945
- The Guide-Posts of the Almighty to Permanent Industrial Peace and Prosperity, 1946
- Restoring all Things in Christ: The Spirit and the Teaching of Pope Pius X, 1946
- Where is Father Hennessey?: Now We Know the Answer, 1946
- The Spiritual Approach to the Atomic Age, 1946
- Notes for the confessors of religious: a collection of excerpts from articles and books on the spiritual direction of sisters prepared for the guidance of ordinary and extraordinary confessors in the Archdiocese of Boston (ad usum privatum), 1946
- The Confraternity of Christian Doctrine, 1947?
- A Novena of Talks on the Our Father, 1947?
- The Third Choice, Americanism: from an address against universal military training, 1948
- The Diamond Jubilee of the Poor Clares in the United States, 1950?
- The Return of the "Other Sheep" to the One Fold of St. Peter, 1957
- A Call to the Laity: Addresses on the Lay Apostolate, 1957
- Meditations for Religious, 1959
- Pope Pius XII, 1959
- Rendezvous with Revolution 196-
- Questions and Answers on Communism, 1960
- A Seminary for Advanced Vocations, 1960?
- The Purpose of Living, 1960
- The Ecumenical Council and its Hopes, 1960
- The Age of Lay Sanctity, 1960?
- Assorted Prayers 196?
- Spiritual Guideposts, 1960
- Americans Unite!, 1960
- I'm Proud of My Dirty Hands, 1960?
- Moral Values and the American Society: Pastoral Letter, The Holy Season of Lent, 1961 1961
- The Sacraments: Seven Channels of Grace for every State in Life, 1962
- The Mission of the Teacher, 1962
- The Call of the Council: Pastoral Letter, 1962
- St. Martin de Porres, 1962
- A Bridge Between East and West, 1963
- Call Me John; A Life of Pope John XXIII, 1963
- Saint Patrick and the Irish, 1963
- Liturgy and Life : First Sunday of Advent, November 1964: Pastoral Letter, 1964
- A Summons to Racial Justice, 1964
- Richard Cardinal Cushing in Prose and Photos, 1965
- Along with Christ, 1965
- "A Quiet Burial" for a Biography, 1965
- The Servant Church, 1966

### Artigos
- The Church and Philosophy, Proceedings of the American Catholic Philosophical Association, v23 (1949); 9-15
- God's People, Review of Social Economy, v10 n1: 87-89
- The Need for the Study of American Church History, The Catholic Historical Review, v36 n1: 43-46
- Religion in Liberal Arts Education, Christian Education, v30 n1: 13-24

### Obras sobre Richard Cardinal Cushing
- The World's Cardinal de M.C. Devine, 1964
- Salt of the Earth: An Informal Profile of Richard Cushing de John H Fenton, 1965
- Cushing of Boston: A Candid Portrait de Joseph Dever, 1965
- Cardinal Cushing of Boston de John Henry Cutler, 1970